# Myrtleville
Myrtleville (en irlandais : Baile an Chuainín, signifiant « ville du petit port ») est un petit village balnéaire du comté de Cork, en Irlande. Les archives des XVIIIe siècle et XIXe siècle des domaines locaux associent Myrtleville House à la famille Daunt,. Le village se situe dans les townlands de Ballinluska et Myrtleville, juste à l'ouest de l'entrée du port de Cork.
Myrtleville possède une épicerie, un pub/salle de concert et un restaurant/bar. Le club de rugby de Crosshaven a son terrain de sport au sommet de la colline de Myrtleville. La plage est utilisée par les nageurs toute l'année.